# Амістад (газове родовище)
Амістад — офшорне газове родовище біля узбережжя Еквадору. Станом на 2016 рік найбільше газове родовище країни.

## Характеристика
Розташоване поблизу затоки Гуаякіль та відноситься до офшорного басейну Tumbes-Progreso. Поклади вуглеводнів відкриті у 1969 році в районі з глибинами моря до 40 метрів. Продуктивні горизонти залягають у пісковиках середнього та пізнього міоцену на глибині 3000 метрів нижче океанського дна. Відкриття Амістад здійснила компанія Ada Oil Exploration за допомогою буріння трьох свердловин (Амістад 1, 3 та 4). Проте у 1970-х роках уряд Еквадору скасував видану компанії ліцензію.
Роботи на родовищі відновились лише в кінці 1990-х, коли ним зацікавилась американська компанія Noble. Остання розпочала реалізацію програми дорозвідки та освоєння родовища, в межах якого встановили платформу для буріння двох розвідувальних (Амістад 5, 7) та двох експлуатаційних (Амістад 6, 8) свердловин, а також розміщення установки підготовки газу. В результаті вжитих заходів оцінка запасів Амістад значно зросла. Так, якщо на момент входження Noble в проект вони рахувались як 2,5 млрд м³ газу, то станом на початок 2013-го мова йшла вже про 48 млрд м³.
Втім, на той час уряд Еквадору вже встиг вдруге націоналізувати родовище (2011 рік). Еквадорці розпочали реалізацію програми з розширення видобутку (який стартував ще у 2002 році), для чого передбачалось встановити 3 платформи-сателіти в районах з глибинами моря 27, 41 та 45 метрів та пробурити чотири додаткові видобувні та дві розвідувальні свердловини.
Станом на весну 2014 року видобуток на Амістад досяг 0,65 млрд м³ газу в річному еквіваленті. Основним споживачем продукції родовища є теплоелектростанція в Machala потужністю 130 МВт, яка потребує приблизно 0,37 млрд м³ газу на рік.
Доставка продукції до берегового терміналу Machala здійснюється газопроводом діаметром 750 мм та довжиною 65 км.